# NGC 4576
NGC 4576 је спирална галаксија у сазвежђу Девица која се налази на NGC листи објеката дубоког неба.
Деклинација објекта је + 4° 22' 3" а ректасцензија 12h 37m 33,5s. Привидна величина (магнитуда) објекта NGC 4576 износи 13,5 а фотографска магнитуда 14,3. NGC 4576 је још познат и под ознакама UGC 7792, MCG 1-32-116, CGCG 42-182, VCC 1721, PGC 42152.